# An Opera for Four Fusion Works
An Opera for Four Fusion Works van vidnaObmana, de artiestennaam waaronder Dirk Serries werkte, is een compositie die over een periode van een aantal jaren is samengesteld. Het is noch een opera, noch fusion in de bekende muzikale betekenissen van de woorden. De termen opera en fusion geven hier weer, dat het een verzameling werken is (opera is meervoud van opus) en fusion staat voor het integreren van andermans composities in het werk van Serries zelf, een soort samplen.

## Compositie
Wat wel wijst op een klassieke opera is een verdeling in acten en het als het ware tentoonstellen van andermans muziek. Het geheel heeft er vier, waarbij per acte ander basismateriaal is gekozen om gerecycled te worden door Serries. Acte I heeft de gitaar als hoofdinstrument, Acte II de sopraansaxofoon, Acte III de piano en Acte IV is gewijd aan multi-instrumentalist Steven Wilson, maar hier is alleen zijn stem gebruikt.

## Delen
1. Acte I: Echoes of Steel (featuring Dreams in Exile)
  1. IV
  2. V
  3. III
  4. II
  5. I
2. Acte II: Phrasing the Air (Bill Fox)
  1. I
  2. II
  3. VI
  4. V
  5. IV
3. Acte III: Reflection on Scale (Kenneth Kirschner)
  1. I
  2. II
  3. III
  4. IV
4. Acte IV The bowing harmony (Steven Wilson)
  1. II
  2. IV
  3. VI
  4. III

De muziek van vidnaObmana neemt binnen de ambient een unieke positie in. Hij is een van de weinigen die binnen het genre het isolationisme aanhangt. Die stroming roept door zijn eindeloze herhaling een ongemakkelijk gevoel op. Er moet wel rekening mee gehouden worden, dat dat gezien werd vanuit de hoek van de ambient en new age. De stroming is nog niet zo donker als doombient, de heel donkere tak van ambient.
Door het bijna eindeloze herhalen van fragmenten etc. is de muziek tevens in te delen bij de minimal music. Als men vanuit die visie de muziek benadert is er nauwelijks sprake van een ongemakkelijk gevoel, de muziek zorgt voor een trance, die lijkt op een van de eerste composities van Terry Riley en Philip Glass, met name Music in Twelve Parts van de laatstgenoemde. Dat laatste werk levert of een trance op of men ergert zich aan de (dan irritante) herhalingen. De muziek van deze compositie is echter lang niet zo opdringerig als Music in Twelve Parts, maar kabbelt rustig voort.
Tot slot is er nog een muzieksoort, die het album aandoet. Door het rustige karakter van de muziek, die voort lijkt te sloffen, klinkt het alsof iemand een lange reis maakt en daarbij een melodietje, dat nog niet af is, fabriceert om zichzelf wakker te houden. Een vergelijking met de Joik van de Saami dringt zich vooral in Acte IV op, als een stem meedoet, die wel als stem herkenbaar is, maar de tekst is nog niet bij de melodie gecomponeerd. Het blijft bij een gemurmel, dat de tijd verdrijft. Hetzelfde geldt voor de andere drie actes die beschouwd kunnen worden als joiks uit het elektronische tijdperk.

## Opmerkingen
- vidnaObmana heeft aangekondigd dat dit zijn laatste projekt was. Wel werkte Serries nog met Steven Wilson samen bij de albums, die verschenen onder de naam Continuum;
- het album is verspreid uitgebracht, men kocht bij deel 1 een box die 4 cd’s kon bevatten; de later verschenen albums kon men geleidelijk invoegen.

## Bron en discografie
- Uitgave Hypnos: vidnaObmana: An Opera for Four Fusion Works.